# Mahnivka, Hlobîne
Mahnivka (în ucraineană Махнівка) este un sat în comuna Puzîkove din raionul Hlobîne, regiunea Poltava, Ucraina.

## Demografie
Componența lingvistică a localității Mahnivka
     Ucraineană (88,89%)
     Rusă (11,11%)
Conform recensământului din 2001, majoritatea populației localității Mahnivka era vorbitoare de ucraineană (88,89%), existând în minoritate și vorbitori de rusă (11,11%).